# コイコイ人
コイコイ人（コイコイじん、英語: Khoikhoi）は、南アフリカ共和国からナミビアの、海岸線から高原地帯、カラハリ砂漠などに居住している民族である。以前はホッテントット(Hottentot)と呼ばれていた。コイコイ人とサン人を合わせた総称として、コイサン族と呼ばれる場合がある。
サン人とともにアフリカの最古の住民であると考えられており、最も古くに分岐したY染色体ハプログループA系統が高頻度に見られる。

## 歴史
1905年には帝政ドイツの南西アフリカ支配に対してホッテントット蜂起と呼ばれる戦争が起こり、ドイツ帝国軍による大虐殺の被害を受けた。ドイツ本国ではこの戦争の是非をめぐって、国会が解散、総選挙となった。この選挙はホッテントット選挙と呼ばれた。

## 特徴

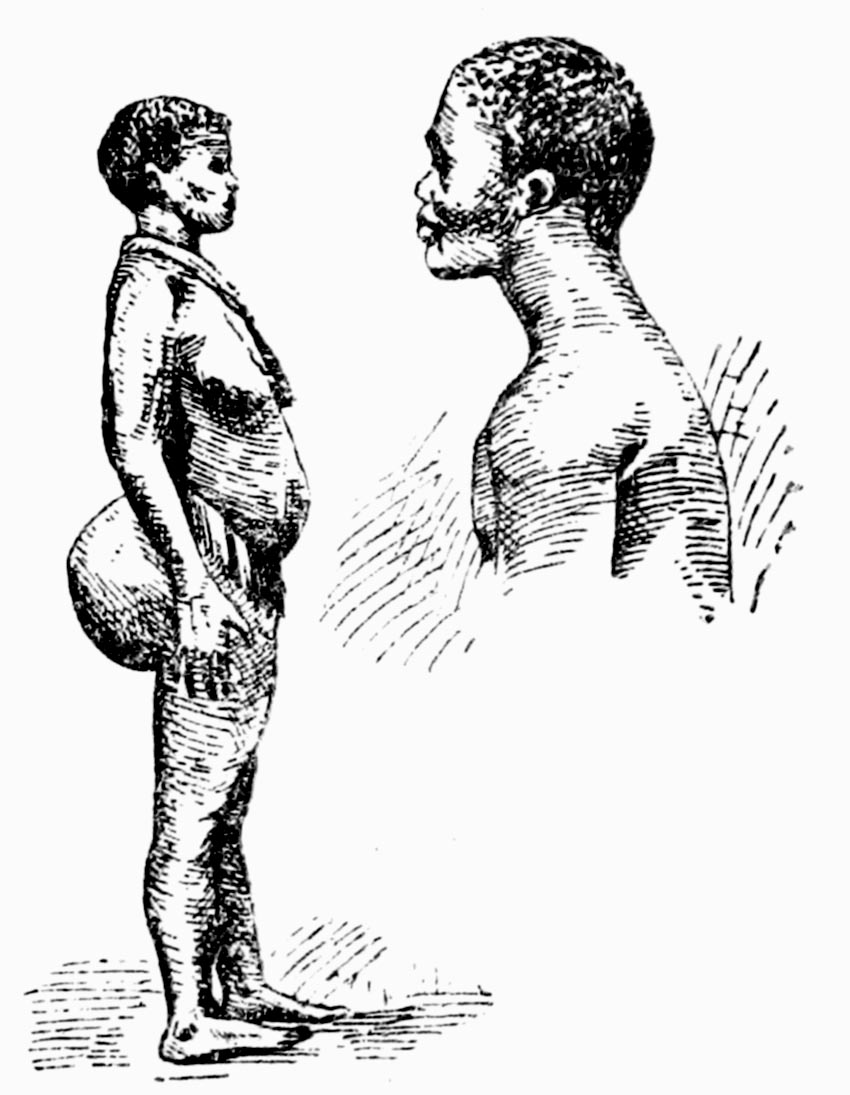
特徴的な臀部

女性に伸張陰唇が見られる。さらに臀部が極端に突出している特徴があり、これは脂臀と呼ばれる。また、男性は睾丸の片方を除去する半去勢と呼ばれる通過儀礼を行っていた。

## かつての蔑称について
差別語・侮蔑語など不適当な先住民の呼称を改める動きが盛んになる20世紀後半以前は世界各地で「ホッテントット」と呼ばれていた。
ナマ語の吸着音を言語として区別できなかった初期のオランダ系移民（アフリカーナー）が、音を真似してアフリカーンス語で「どもる人」の意味で使い始めたのが語源とする説がある。
1999年10月、南アフリカ政府は、ホッテントットを含む複数の蔑称を禁止する法が制定した。
2016年にはデンマーク国立美術館が「ホッテントット」を正式名に用いた作品の展示名を変更する動きがあった。この措置に対しては「歴史の浄化である」など、負の歴史の保存・伝承の観点から批判の声が上がった。デンマークでは他にも、遊園地（ジュース・ソマラン）に1990年代に作られたメリーゴーラウンドの名称「ホッテントット・カルーセル」や、それに付随するアフリカの黒人部族を模した作り物などが2015年に差別的だとの抗議があり、Facebookでの批判コメントを削除するなど遊園地側の一時的な抵抗があったものの、2018年に「Abekatten（猿の幼児語）」に改名され、作り物はゴリラに置き換えられた。ちなみに同様に批判があった「捕らわれた入植者の釜茹で」をイメージしたコーヒーカップの一種「カーニバル・ポット」は改変されていない。
1910年のロンドンを舞台としたディズニー映画『メリー・ポピンズ』作中において2回「ホッテントット」（日本語版では海賊）という語が見られたことから、1964年に公開された本映画公開60周年の2024年2月末に全英映像等級審査機構で見直しが行われ、誰でも見られる全年齢対象から、保護者同伴での視聴を推奨するPG等級に変更した。